# Francesco Mottola
Francesco Mottola (3. ledna 1901, Tropea – 29. června 1969, tamtéž) byl italský římskokatolický kněz, zakladatel sekulárního institutu Oblátů Nejsvětějšího Srdce. Katolické církev jej uctívá jako blahoslaveného.

## Život
Narodil se dne 3. ledna 1901 ve městě Tropea v Kalábrii jako nejstarší ze tří dětství přeživších dětí rodičům Antoniu Mottolovi a Concettě Braghò. Roku 1913 spáchala jeho matka sebevraždu.
V Tropei absolvoval středoškolské studium a roku 1911 započal svou kněžskou formaci. Roku 1917 se přestěhoval na další teologická a filosofická studia do města Catanzara. Dne 5. dubna 1924 byl vysvěcen na kněze pro diecézi Nicotera-Tropea (církevní oblast Kalábrie).
V letech 1929–1942 působil jako rektor kněžského semináře v Tropei. Roku 1931 byl navíc jmenován kanovníkem při konkatedrále Maria Santissima di Romania v Tropei. Od roku 1935 organizoval charitativní aktivity, zaměřené na pomoc lidem bez domova, chudým a dalším potřebným. Organizoval zakládání domů pro péči o potřebné v Tropei a dalších městech, jako např. v Římě. V této době založil sekulární institut Oblátů Nejsvětějšího Srdce. Dne 25. září 1968 obdržel jím založený institut diecézní potvrzení o svém založení od biskupa diecéze Nicotera-Tropea Vincenza De Chiary.
Roku 1942 utrpěl parlalýzu, která mu mimo jiné zhoršila řeč. Díky této nemoci se musel vzdát postu rektora na semináři a dalších pastoračních a charitativních aktivit. Zmíněná nemoc jej poté omezovala až do smrti.
Zemřel v Tropei dne 29. června 1969. Pohřben je v konkatedrále Maria Santissima di Romania v Tropei.

## Úcta
Jeho beatifikační proces započal dne 15. října 1981, čímž obdržel titul služebník Boží. Dne 17. prosince 2007 jej papež Benedikt XVI. podepsáním dekretu o jeho hrdinských ctnostech prohlásil za ctihodného. Dne 3. října 2019 byl uznán zázrak na jeho přímluvu, potřebný pro jeho blahořečení.
Blahořečen pak byl dne 10. října 2021 ve svatyni Santa Maria dell'Isola v Tropei. Obřadu předsedal jménem papeže Františka kardinál Marcello Semeraro.
Jeho památka je připomínána 30. června. Bývá zobrazován v kněžském oděvu.